# Renata Ernestowna Kallosch

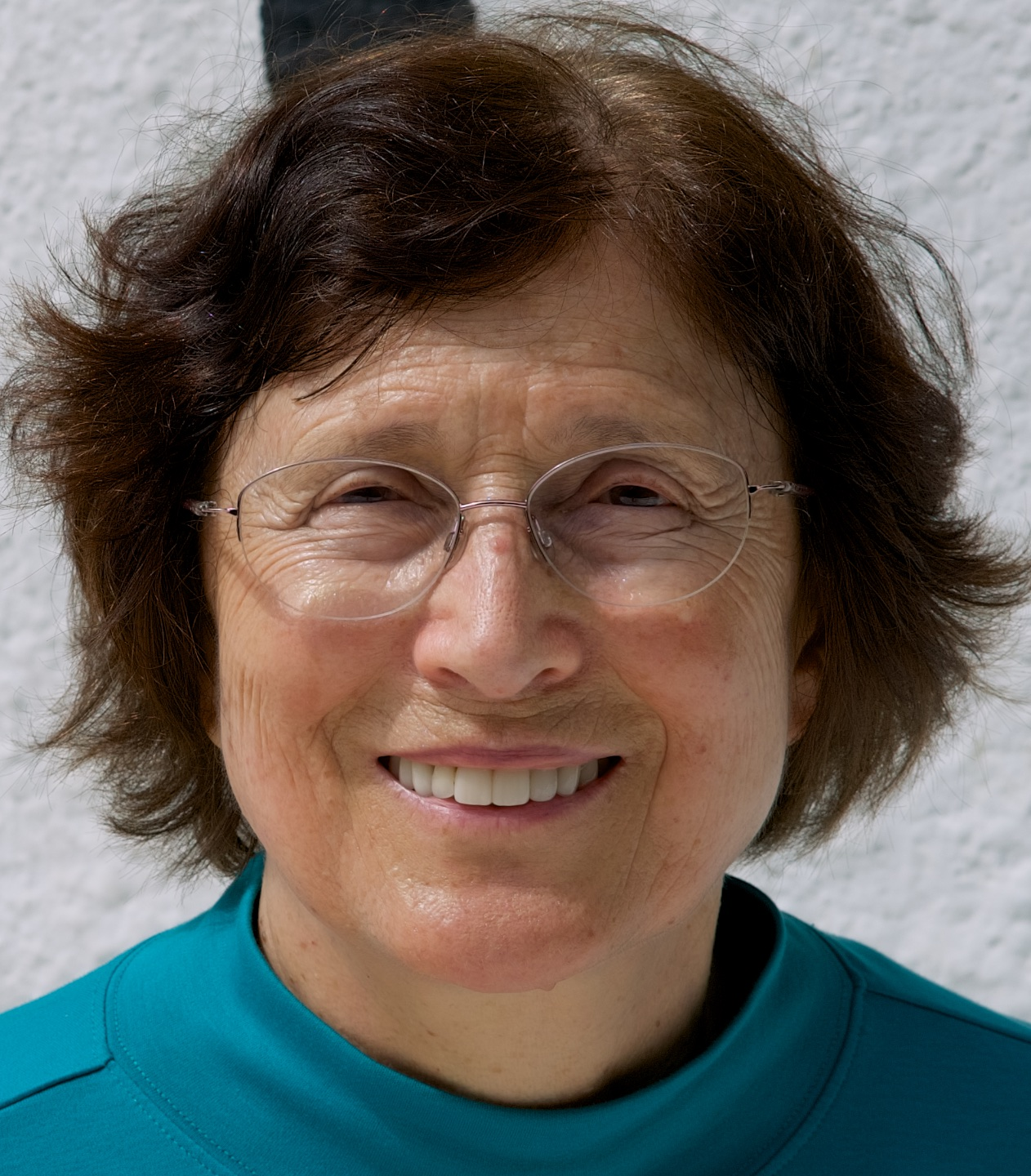
Renata Ernestowna Kallosch

Renata Ernestowna Kallosch (russisch Рената Эрнестовна Каллош, englische Umschrift Kallosh; * 1943) ist eine russisch-US-amerikanische theoretische Physikerin, die hauptsächlich über Quantenfeldtheorien (Supersymmetrie, Stringtheorie/M-Theorie, Supergravitation) arbeitet.

## Leben
Renata Kallosch graduierte 1966 an der Staatlichen Universität Moskau und promovierte 1968 am Lebedew-Institut in Moskau. 1981 bis 1989 war sie dort Professor. 1989 bis 1990 war sie am CERN und ab 1990 Professorin an der Stanford University.
Sie arbeitete in den 1970er Jahren über die Quantisierung von Yang-Mills-Theorien mit der Background-Field-Methode von Bryce DeWitt und Feynman-Regeln für Supergravitation und in den 1980er Jahren zum Beispiel über die Quantisierung von Superstrings.
Bekannt wurde sie in den 1990er Jahren für die Untersuchung spezieller supersymmetrischer schwarzer Löcher, an denen damals die mikroskopische Ableitung der Bekenstein-Hawking-Entropie gelang. Kallosh konnte eine untere Begrenzung der Masse durch die supersymmetrischen Ladungen nachweisen und fand Anzeichen für Attraktor-Mechanismen. In jüngster Zeit untersucht sie das frühe Universum und Dunkle Energie in der Stringtheorie/M-Theorie und Supergravitation.
Mit Shamit Kachru, Linde und Sandip Trivedi entwickelte sie 2003 das KKLT-Szenario der String-Kosmologie, das auch Inflation und die Möglichkeit der Erzeugung einer positiven kosmologischen Konstante beinhaltet, die vorher in der Stringtheorie schwer zu erklären war. In ihrem Modell werden Brane und Flüsse (Verallgemeinerungen magnetischer Felder) in die sechsdimensionalen Calabi-Yau-Räume des Stringtheorie-Hintergrunds eingeführt, die deren Topologie stabilisieren. Ihr Ansatz löste das Problem der Stabilisierung der Moduli (Parameter, die die Calabi-Yau-Räume parametrisieren) und damit ein weiteres offenes Problem der Stringtheorie. 2002 erörterten Linde und Kallosch die Möglichkeit, dass unser Universum schon in weiteren 13 Milliarden Jahren kollabiert, da die Vakuumenergie negativ wird.
2018 wurde Kallosch in die American Academy of Arts and Sciences gewählt. 2024 hielt sie die Oskar Klein Lecture.
Renata Kallosch ist mit dem Kosmologen Andrei Linde verheiratet, mit dem sie zwei Söhne hat. Linde ist ebenfalls Professor in Stanford und gebürtiger Russe.